# Cee
Cee es un municipio español perteneciente a la provincia de La Coruña, en la comunidad autónoma de Galicia. 
Su población asciende a 7539 habitantes (INE 2017).

## Geografía
La superficie del municipio de Cee es bastante irregular. Incluso podríamos decir que sus límites son algo arbitrarios y no responden a una unidad geográfica definida. En lo único que podríamos generalizar es en decir que pertenece a las tierras costeras del área fisterrana, aunque, a pesar de este carácter de avanzada costera, las altas lomas de Sete Grises, Alto das Penas y montes de Quenxe lo protegen de las inclemencias provenientes de los vientos del cuarto cuadrante.
Distinguiríamos en primer lugar, al norte, el valle del río Castro, suave, excepto en sus últimos tramos cuando se precipita hacia Lires. En segundo lugar la zona costera de la ría de Corcubión, desde el fondo, donde comienza a asentarse la villa, hasta las proximidades de Ézaro (Dumbría). Es una costa alta y escarpada, con la pequeña ensenada de Caneliñas, donde hubo una factoría ballenera, que cerró en 1986, siendo la última de toda España. En tercer lugar, el pequeño enclave de Estorde, playa segura y tranquila, al abrigo del arco finisterrano.

## Comunicaciones
El pueblo de Cee dista 95 kilómetros de La Coruña, en el lugar donde se une la carretera C-552 de La Coruña a Finisterre con la C-550 de Cee a Tuy. 
Esta C-550, que nace precisamente en Cee, es la que recorre toda la costa occidental gallega, sin apenas apartarse del litoral, hasta La Guardia y Tuy. Ambas carreteras son las dos principales arterias de comunicación del municipio.
Una serie de pequeñas vías unen las diversas parroquias y lugares, algunas de recorrido pintoresco, como es la que sube desde Brens hacia Buxantes, ya en términos de Dumbría, o las que se dirigen por Cabaleriza y Lagoa hacia la recogida ría de Lires.

## Climatología
El clima de Cee es templado y húmedo, propio de la costa noroccidental gallega.

## Historia
En el nombre de Cee, así como en el de otros lugares de esta costa, han querido ver algunos historiadores la huella de vocablos griegos, Ézaro, O Pindo y Chios en este caso, lo que supondría una colonización importante. Pero aún no está suficientemente probada esta posible helenización de nuestras costas. Más verosímil parece una etimología derivada de cetárea (cetus) (en latín es el atún o la ballena) que, como Cedeira, se debería a las factorías de cetáceos marinos. También existen diversas teorías que sostienen el origen gaélico del topónimo, como la de los investigadores del Proyecto Gaélico que sostienen que Cee deriva de la palabra gaélica "Cé" o las que proponen que su origen etimológico tiene que ver con la deidad Ceceaigis. Sea como fuere, resulta complicado encontrar el origen del topónimo debido a la escasez de documentos medievales por: la dispersión de los textos de los monasterios de la zona, la pérdida de sus primeros libros de origen eclesiástico y la destrucción del archivo municipal. A lo largo de la historia moderna Cee tuvo tres topónimos: Ceé, Cée y Cee.
Hay abundante documentación de Cee en el siglo XVI. Tenía una considerable importancia la pesca, especialmente la de cetáceos. Fue entonces cuando se construyó la iglesia o santuario, en estilo gótico tardío. La iglesia fue reconstruida después del destrozo provocado por los franceses, pero conserva algunas partes de aquella edificación antigua.
En el siglo XVIII se construye la fortaleza "Castelo do príncipe (Castillo del príncipe)" en la parroquia de Ameixenda con la finalidad de defender la ría junto al "Castelo do cardeal (Castillo del cardenal)" del ayuntamiento de Corcubión. La construcción fue declarada bien de interés cultural en el año 1994.

## Economía
La población se ocupa principalmente en la industria, servicios, la agricultura y comercio,  Además del comercio permanente de la villa, que se celebra un mercadillo todos los domingos desde hace más de un siglo.
El sector pesquero de bajura todavía supone una parte relevante de la cultura local. 

## Parroquias
Parroquias que forman parte del municipio:
- Ameijenda (Santiago)[5]
- Brens (Santa Eulalia)[6]
- Cee (Santa María)
- Lires (Santo Estevo)
- Pereiriña[5](San Julián)
- Toba[5] (San Adrián)[6]

## Geografía humana

### Demografía
Cuenta con una población de 7740 habitantes (INE 2024).
| Gráfica de evolución demográfica de Cee entre 1842 y 2021 |
| |
| Población de derecho según los censos de población del INE Población de hecho según los censos de población del INEEn estos censos se denominaba Ceé: 1842 En estos censos se denominaba Cée: 1857, 1860, 1877, 1940, 1950 y 1960 |

## Fiestas
- Virgen de la Junquera: Miles de visitantes acuden a mediados de agosto para celebrar la Fiesta de la Virgen de la Junquera, se realizan varias procesiones religiosas y actividades en la plaza principal del pueblo.
- Romería de San Adrián de Toba: En junio se celebra esta fiesta alrededor de la ermita de San Adrián Cuenta la leyenda que cura los dolores de cabeza y todos los vecinos se reúnen para comer.
- Festa de San Cristóbal: Tiene lugar en el mes de julio en la honra de San Cristóbal, atrae a numerosos vecinos de pueblos adyacentes.